# خنده بازار
خنده بازار برنامه‌ای طنز است که از شبکهٔ سه از نوروز ۱۳۹۰ پخش شد. این مجموعه به تقلید طنزآمیز و نقیضهٔ برنامه‌های سازمان صدا و سیما و طعنه به شخصیت‌های مختلف مانند باب راس (لذت نقاشی/ "داد ماست" در "ذلت نقاشی") می‌پردازد. این برنامه که در بسیاری از آیتم‌ها افراد مشهور حوزه‌های سیاسی، اجتماعی، سینمایی و ورزشی را به تصویر می‌کشید، با عکس‌العمل‌های گوناگونی از سوی این اشخاص مواجه شده است.

## زمان پخش در ایام مختلف

### سری اول
سری اول این برنامه در ایام نوروز ۱۳۹۰ هر روز ساعت ۱۸:۳۰ پخش می‌شد.

### سری دوم
به دلیل استقبالی که در نوروز ۹۰ از این برنامه شد سازندگان ان تصمیم گرفتند سری دوم این برنامه را جهت پخش در ماه رمضان ۱۳۹۰به تولید برسانند که هر شب بعد از سریال مناسبتی پخش می‌شد.

### سری سوم
سری سوم (ادامه سری دوم) این برنامه که قرار بود به صورت هفته‌ای دو بار (پنجشنبه و جمعه شب‌ها) بعد از ماه رمضان پخش شود که پخش نگردید و باعث شد سری جدید آن از ۱۵ آّبان ۱۳۹۰ در بیست قسمت هر شب پخش شود. در این قسمت بخش‌های جدیدی از قبیل خیمه‌شب‌بازی، ماجراهای باورنکردنی، مکتب و برنامه کودک به کار اضافه شده است و هم‌چنین بخش «هشت» (شوخی با برنامه هفت) حذف گردیده است.

### سری چهارم
سری چهارم این مجموعه طنز، به تهیه‌کنندگی فرید شب خیز در ۲۵ قسمت ۴۰ دقیقه‌ای، به مناسبت آغاز ماه ربیع الاول و در آستانه سی و سومین سالگرد پیروزی انقلاب اسلامی و هفته وحدت از چهارشنبه ۵ تا ۷ بهمن ماه، قبل از خبر ۲۲ و از شنبه ۸ بهمن ماه هر شب بعد از خبر ۲۲ از شبکه سه سیما پخش می‌گردید.
بخشهای سری جدید خنده بازار عبارت است از:
بانک، فرودگاه، ورزش شهروندی، ذلت نقاشی، انتخابات، ویترین، مترو، پارک علت، یک کلاغ چهل کلاغ، ماجراهای باور نکردنی، شیتیله و شونه به شونه، نقد فیلم، صف، ماهواره، دلالان، کنترل نامحسوس، آشپزی ساده، گزارش ورزشی و جویندگان طلا

### سری پنجم
سری پنجم این برنامه در۱۵ قسمت ۴۰ دقیقه‌ای هر شب در ایام نوروز ۱۳۹۱ بعد از خبر شبانگاهی از شبکه سوم پخش می‌شد، در این سری از برنامه نگاه ویژه‌ای به برنامه‌های ماهواره‌ای، قصه‌های دبستانی شد و بخش‌های جدید که در سری ویژه نوروز۹۱ اضافه شد عبارتند از: ۱۰بخش جدید از جمله روباه و کلاغ، تصمیم کبری، کوکب زن مهربانی بود، استخدام، شصت جانور خطرناک، داستان‌های دبستانی، قوی‌ترین مردان، مسابقه محله، شب شعر، کلاس املا و انشاو همچنین تیزرهای تبلیغاتی هم لابه‌لای برنامه به صورت کوتاه پخش می‌شدند و دید و بازدیدهای ایام عید نوروز هم به عنوان آیتمی جدید در این برنامه مطرح شد.
همچنین آیتم‌هایی چون فرودگاه، مکتب، به‌طور موقت در ایام نوروز به خاطر اینکه هدف و نگاه این سری از برنامه تحت تأثیر فضای نوروز بود پخش نشد.

### سری ششم
بنابر قولی که کارگردان این برنامه با توجه به استقبال زیاد مردم داده بود سری ششم این برنامه در ماه مبارک رمضان ۹۱ هرشب ساعت ۲۱:۳۰از شبکه سوم سیما پخش می‌گردید. آیتم‌های جدید اضافه شده در این سری عبارتند از:شاخه طوبی، ماجراهای مرد نقابدار، کابین هواپیما، روز از نو و همچنین بخش‌های پر طرفدار قبلی از قبیل:مترو، نود، ماجراهای باورنکردنی در کنار بخش‌های جدید پخش می‌شوند.

### سری هفتم
سری هفتم این برنامه در ایام دهه فجر ۱۳۹۱ از شنبه تا چهارشنبه هر شب ساعت ۲۲:۴۵ و پنجشنبه و جمعه‌ها ساعت ۲۰:۴۵ از شبکه سوم سیما پخش می‌گردید.

### سری هشتم
سری هشتم این برنامه شب‌های ماه رمضان ۱۳۹۲ پخش می‌گردید. این سری در ۲۵ قسمت ۴۵ دقیقه‌ای از شبکه سوم سیما پخش می‌شد. (مجموعه پنج‌شنبه‌ها و شب‌های قدر پخش نمی‌شد)

## برنامه‌ها
- هشت (شوخی با برنامه هفت) س۱[۷] س۲[۸]
- ۹۰٪(شوخی با برنامه ۹۰)س۱، س۲، س۳
- مسابقه ۳ ریالی (شوخی با بهمن هاشمی)
- چهارپایه داغ (شوخی با صندلی داغ و احمد نجفی)س۱، س۲، س۳
- شوخی با خبر و هواشناسی
- ذلت نقاشی (شوخی با برنامه لذت نقاشی و باب راس)
- زنگ انشاس۲
- دادگاه خانواده س۲
- کمونه و آشپزی ساده (شوخی با برنامه بهونه)
- به خانه برگشتیم (شوخی با برنامه به خانه برمی گردیم)
- گشایش‌های نمایشی
- شوخی با بیمارستان‌ها
- شوخی با برنامه‌های نرمش صبحگاهی
- شوخی با کنترل نامحسوس
- بلبل سفر (شوخی با فرودگاه)
- شوخی با مسولین دولتی
- شیتیله، بی‌مایه فتیره و شونه به شونه س۳ (شوخی با برنامه‌های فیتیله و جمعه به جمعه، خونه به خونه)
- مکتب س۳
- خیمه شب بازی س۳
- ماجراهای باورنکردنی س۳وس۴
- شوخی با بانک هاس۳وس۴
- شوخی با گزارش ورزشیس۳ و س۴
- بحث در صف‌ها، ادارات و ایستگاه اتوبوسس۳وس۴
- ورزش شهروندی س۴
- انتخاباتس۴
- ویترینس۴
- متروس۴
- پارک علتس۴ (شوخی با برنامه پارک ملت) س۴ س۵
- یک کلاغ چهل کلاغس۴
- نقد فیلمس۴
- ماهوارهس۴وس۳ (دکتر کورتون، اقامت در آمریکا، روان‌شناسی و کرکس ایران)
- آزمون استخدامی (شوخی با برنامه آکادمی موسیقی گوگوش) س ۵
- ما و شما (شوخی با من و تو ۱) س ۵
- دلالانس۴
- جویندگان طلاس۴
- وی کیو اوی (شوخی با بخش فارسی صدای آمریکا) س ۵
- اتاق Bخبرس۶
- شاخه طوبی س۶
- ماجراهای مرد نقابدارس۶
- کابین هواپیماس۶
- روز از نوس۶
- اتاق مدیرانس۸
- عابر بانکس۸
- فالس۸
- در شک (شوخی با برنامه در شهر) س۸
- داروخانهس۸
- دفتر ازدواجس۸
- مسابقه وب‌کمیس۸
- اوشینس۸
- حلیم سلطان (شوخی با حریم سلطان)
- عموپررنگ (شوخی با (عمو پورنگ))
- کوکب خانم

## بازیگران

### سامان گوراندیگر با این گروه فعالیت نمی‌کنند
در نقش‌های قادر (عادل فردوسی پور)، مهرداد مدیریتی (مهران مدیری)، داهی (علی دایی)، فضا سابقی (رضا صادقی)، وخیم زاده (مهدی فخیم زاده)

### شهاب عباسی
- در نقش‌های فرمن هاشفی مجری مسابقه ۳ ریالی (بهمن هاشمی)، احمد نجف پور (احمد نجفی)، داود فرشیدی (داود رشیدی)، کاپیتان بهروز (سرلشکر روحانی)، اصغر نقوی (اکبر نبوی)، محمدولی ایمانلو (محمدعلی اینانلو)، راوی کوکب خانم، صداپیشه و مترجم داد ماست (آیتم شوخی با لذت نقاشی)

### محمدرضا خسروی
- در نقش‌های جبرانی (فریدون جیرانی)، داد ماست (باب راس)، دکتر کورتون (مورتون مظاهری)، چوپان دروغگو، اصغر یالکی (اکبر مالکی)، محمودرضا خسروی‌های (محمدرضا حسینی بای)، میرزا (معلم مکتب خانه)، سعدآبادی، پانته آ مدیری، احمد پور مبصر (احمد پور مخبر)

### سیاوش مفیدی
- در نقش‌های هیچی (هیچ‌کس)، محبت فامیلی چدن (محمد مایلی کهن)، ساسان گلدرشت و ساسان گلرخ (سامان گلریز)، چکی جان (جکی چان)، افسر پلیس بزرگراه، گیاه رستنی (عباس کیارستمی)، شادابیان (علی کفاشیان)، پدرخوانده، پوآرو، محبت اکبری (محمد اصغری)، بایسته (مرتضی شایسته)، کامبیز ستمدیده (پرویز مظلومی)، کاج (مهدی تاج)، علی فرومند (علی فروتن)، نادری (عباس قادری)، بهرام کشیبا (شهرام شکیبا)، محسن حاجیلو، ناصر ملک مطیعی و بهروز وثوقی (در آیتم قیصر)، توماس ادیسون، پطروس فداکار

### کوروش معصومی
- در نقش‌های اردوانی (غلامحسین پیروانی)، محبت ساده اعمال (محمد صالح اعلا)، پژمان یونسی (پیمان یوسفی) تهمتن

### حمید نیک نبرد
- در نقش‌های محمود سفارتی (مسعود فراستی)، وحید اسپیلی (حمید استیلی)

### یزدان فتوحی
- در نقش‌های اکبر فرشادی (اصغر فرهادی)، پیروز کامرانی (فیروز کریمی)، مقصود ده نمدی (مسعود ده نمکی)، جاهد بهزاد (حامد بهداد)، وحید درختی (حمید گلی)، محمودرضا وحیدی فرد (محمدرضا شهیدی فرد)، بهشاد نیرنگی (بهنام مکری)، گریس آنگول (کریس آنجل)، جمشید مشایخی و بهمن مفید (در آیتم قیصر)، آمیتاب پاچان، افگمی (بهروز افخمی)

### آرش میر احمدی
- در نقش‌های قاضی دادگاه خانواده، مجری برنامه ماجراهای شگفت‌انگیز، محبت مصلحی (محمد مسلمی)، چابک نویدی (بابک سعیدی)، تفرشیان (تجریشیان)، پرزیدنت بااونا (باراک اوباما)

### رامتین حامی‌فرد
- در نقش قادر (عادل فردوسی پور)

### حامد تهرانی علوی
- در نقش‌های جمال خیالاتی (جواد خیابانی)، نانا (دستیار دکتر کورتون)، آزاد اطمینانی (رها اعتمادی)، فرزاد فرزین، فرزاد حسنی

### ابراهیم شفیعی
- در نقش‌های سروین (علی پروین)، رمبو، پیغام جاسم خانی (پیمان قاسم خانی)، پینوکیو، اصیل صدفیان (رسول نجفیان)، افندی (مصطفی دنیزلی)، عمو قصاب (مجید قناد)، سعید جمالی (مجید جلالی)، فتاح زاده (علی فتح‌الله‌زاده)، فدایی (محمد فنایی)، کوروس مصمم (سیروس مقدم)، عمو پررنگ (عمو پورنگ)، دکتر نفری (جواد نظری)، هامانیاهو (بنیامین نتانیاهو)، کوکب خانم

### مرتضی رستمی
- در نقش‌های طبیب شاکانی (حبیب کاشانی)، رئیس بانک، هوتن خلقتدری (هومن خلعتبری)، مرشد (خیمه‌شب‌بازی)، غول چراغ جادو

### سوسن پرور
- در نقش‌های خانم شاد (صبا راد)، خاله پری (خاله نرگس)، دکتر ساربان (بیتا حمیدی)

### وحید مهین دوست
- در نقش رخصتی (مهدی رحمتی)

### فرهاد فداکار
- در نقش مجتبی خبازی (مجتبی جباری)

## واکنش‌ها
برخی از افراد از این برنامه انتقاد کردند،
علی دایی به شدت به این برنامه انتقاد کرده و در یک کنفرانس خبری اعلام کرده:
آیا صدا و سیما جرات دارد مسئولان سیاسی کشور را هم مسخره کند؟ اگر این سازمان در پشت بندش نام اسلامی نبود، حرفی نمی‌زدم. اگر خوشحالی مردم باشد، باز هم حرفی ندارم. این آقایان نام اسلامی را روی سازمان خود گذاشته‌اند، اما اخلاق اسلامی را خدشه‌دار کرده‌اند. کجای اسلام به مسخره کردن مردم را توصیه کرده است؟
رضا صادقی چنین واکنش نشان داده:
متأسفانه مشتی ملیجک‌های دربار قدیم و دلقک‌های سیرک این روزها پایشان به صدا و سیما باز شده و با به سخره گرفتن شخصیت‌های گوناگون در تلاش‌اند که مخاطبان بیش‌تری را برای خود دست و پا کنند و از این طریق بین مردم بیش‌تر شناخته شوند برخی طنزها را باید لودگی نام گذاشت و معلوم نیست با کدام هدف مدیران صدا و سیما اجازهٔ انتشار آن‌ها را از تریبونی به این وسعت و سادگی می‌دهند. متأسفم برای کسانی که تصمیم گیرنده‌ها وسازندگان این قبیل برنامه‌ها هستند
در برنامهٔ شب نوروز سال ۱۳۹۱ که مجری آن احسان علیخانی بود سامان گوران و رضا صادقی با هم آشتی کردند و سامان گوران از وی معذرت خواست.
در مقابل ،حبیب کاشانی سرپرست باشگاه پرسپولیس هم چنین گفته که:
چه ایرادی دارد که مردم ایران شاد شوند، به عقیدهٔ من اگر مردم این خوشحال شوند هیچ مشکلی ندارد که از دریچهٔ طنز رفتار افراد مد نظر قرار گیرد، ما باید بپذیریم که مسئولان اجرایی باید برای کسب موفقیت ظرفیت خود را بالا ببرند، اگر رسانه حق انتقاد نداشته باشد که دیگر رسانه نیست.
احمد نجفی هم که یکی از سوژه‌های خنده بازار بوده در واکنش به ان این‌چنین گفته که:
من مشکلی با این برنامه ندارم و هیچ ایرادی ندارد که سازندگان برنامه با اجرای من شوخی کنن وی این برنامه را «یک کار تئاتری» خوانده اما اظهار امیدواری کرده‌اند که در این برنامه با وکلا و مدیران و مسئولان هم شوخی کند، واضافه کرده‌اند که سازندگان برنامه باید مراقب باشند تا به تمسخر نزدیک نشوند، آن وقت شاید در قالب طنز، بسیاری از افراد نسبت به نقایص خود آگاه شوند.
علی پروین در گفت‌وگویی با یکی از روزنامه‌ها گفته:
دیروز برنامه را دیدم. از دست این پسره. آن‌قدر خندیدم اشکم دراومد.
بهمن هاشمی در گفت‌وگویی با برنامه دورخیز گفت که:
من با برنامه‌های طنزی که از شبکه‌های سیما پخش می‌شود مشکلی ندارم و از آن‌ها طرفداری می‌کنم. اگر در برنامه خنده بازار ایرادهای من نشان داده می‌شود، من باید در صدد از بین بردن ایرادهایم باشم و اگر هم این برنامه صرفاً جهت شوخی ساخته شده، باز هم با آن مشکلی ندارم و از کارهای طنز استقبال می‌کنم.

عوامل خنده بازار، به انتقادات وارد شده به این مجموعه تلویزیونی، واکنش رسمی نشان ندادند اما در آیتم ذلت نقاشی (شوخی با لذت نقاشی) در قسمت بیست و هشتم فصل دوم، شهاب عباسی (در نقش مترجم و گویندهٔ داد ماست) به انتقادات وارده از سمت اهالی فوتبال واکنش نشان داده و گفته:
دوستان یه سری از این دوستان ورزشی از اینکه در ۹۰٪ (آیتم شوخی با برنامهٔ ۹۰) مورد نقد قرار گرفته‌اند، ناراحت شده‌اند. ولی من مطمئنم عوامل این برنامه قصدشان توهین نبوده.